# Фандорин. Азазель
«Фандо́рин. Азазе́ль» — российский детективный фантастический мини-сериал 2023 года режиссёра Нурбека Эгена, созданный кинокомпаниями «Лунапарк» и «Плюс Студия» для онлайн-кинотеатра «Кинопоиск», экранизация романа «Азазель» Бориса Акунина из литературного цикла о приключениях Эраста Фандорина. Это вторая экранизация романа, после одноимённого мини-сериала 2002 года. Главные роли в ней сыграли Владислав Тирон, Мила Ершова, Сергей Горошко, Максим Матвеев, Милена Радулович, Евгений Стычкин и Артём Быстров. Сериал получил высокие оценкикритиков, его премьера стала заметным событием.

## Сюжет
Действие сериала происходит в альтернативной Российской империи 2023 года, где произошла технологическая революция, но сохранилась монархия, а столица до сих пор находится в Петрограде. Молодой чиновник сыскного ведомства Эраст Фандорин берётся за расследование загадочного самоубийства и выходит на след организации «Азазель».

## В ролях
Главные роли
- Владислав Тирон — Эраст Петрович Фандорин, сотрудник сыскной полиции
- Мила Ершова — Елизавета Александровна фон Эверт-Колокольцева, богатая наследница
- Сергей Горошко — Иван Францевич Бриллинг, статский советник
- Максим Матвеев — Николай III Павлович, император Всероссийский
- Милена Радулович — Амалия Бежецкая, певица
- Евгений Стычкин — Дмитрий Орлов, премьер-министр
- Артём Быстров — Ипполит Александрович Зуров, гусар
- Уршула Малка — Анна, императрица, жена Николая III

Роли второго плана
- Евгений Серзин — Виктор Ульянов, художник-акционист
- Григорий Верник — Пётр Кокорин, студент
- Святослав Рогожан — Николай Ахтырцев, студент и друг Кокорина
- Александр Семчев — Ксаверий Феофилактович Грушин, начальник Фандорина в сыскной полиции
- Игорь Черневич — Михаил Юрьевич Романов, дядя Николая III
- Евгений Романцов — Никита, камер-юнкер Николая III
- Дмитрий Ломакин — Глеб, жених Лизы
- Марина Игнатова — леди Людмила Эстер, директриса детского закрытого пансионата
- Алексей Розин — Лаврентий Аркадьевич Бережанов, генерал-адъютант
- Илья Дель — Чмок
- Евгений Коряковский — Александр фон Эверт-Колокольцев, отец Лизы
- Юлия Марченко — Екатерина фон Эверт-Колокольцева, мать Лизы
- Владимир Селезнёв — Пётр Фандорин, отец Эраста
- Надежда Рязанцева — Евдокия Львовна Грушина
- Андрей Шарков — Абрамян
- Сергей Заморев — Матвей
- Кристина Кузьмина — помощник Орлова
- Андрей Феськов — Белоглазый, наёмный убийца-альбинос
- Екатерина Варнава — Стриевская
- Самвел Мужикян — сенатор
- Ида Галич — телеведущая
- Александр Малич — корреспондент на Дворцовой площади
- Илья Ларионов — крупье
- Юрий Уткин ― Григорий Лавданский

## Эпизоды
| № | Название | Режиссёр    | Автор сценария             | Дата премьеры   |
| --- | -------- | ----------- | -------------------------- | --------------- |
| 1 | «Крылья» | Нурбек Эген | Сергей Попов, Никита Попов | 19 января 2023  |
| События сериала разворачиваются в альтернативной Российской империи 2023 года, в столице государства Петроград. Страной по-прежнему управляет династия Романовых. Император Николай III награждает своего дядю Михаила Юрьевича Романова орденом Ольги Великой за особые заслуги перед царём и отечеством. Затем император, к неприятному удивлению Михаила Юрьевича, внепланово награждает премьер-министра Дмитрия Орлова. В тот же день в Летнем саду на глазах богатой наследницы Елизаветы фон Эверт-Колокольцевой, её жениха Глеба и роботов-городовых предприниматель Пётр Кокорин застреливается из револьвера. Молодой сотрудник сыскной полиции Эраст Фандорин узнаёт о двух похожих случаях и приходит к выводу, что в городе сформировался клуб анонимных самоубийц. Он добивается от своего начальника Ксаверия Грушина разрешения на расследование. Между Эрастом и Лизой в ходе беседы возникает симпатия, Лиза просит Фандорина держать её в курсе расследования. Тот выясняет, что Кокорин играл в русскую рулетку вместе со своим другом Ахтырцевым. Он попадает на выступление польской певицы Амалии Бежецкой, которая оказывается связана с обоими друзьями. В том же клубе оказывается Николай III, воздыхатель Бежецкой, несчастный в браке. Ахтырцев признаётся Фандорину, что он и Кокорин были влюблены в Бежецкую, которая подтолкнула их к самоубийству и передаче состояния на благое дело. Однако Ахтырцев, испугавшись, вынул пулю из револьвера, и Фандорин приходит к выводу, что Кокорин был убит. Внезапно белоглазый мужчина убивает Ахтырцева ножом, произнеся перед этим слово «Азазель», а затем наносит удар Фандорину в живот, повторив это слово. |          |             |                            |                 |
| 2 | «Мебиус» | Нурбек Эген | Сергей Попов, Никита Попов | 26 января 2023  |
| Фандорин чудом выживает благодаря корсету Лизы. Его навещает Грушин, который сообщает о прибытии в Петроград статского советника Ивана Бриллинга, чиновника по особо важным поручением, и выражает опасение, что тот уволит его со службы за инцидент с Эрастом. Николай III проводит военное собрание, на котором обсуждается восстание радикалов на Ближнем Востоке. Михаил Юрьевич заявляет о необходимости направления гуманитарной помощи, но премьер-министр Орлов считает неприемлемым военное вмешательство во внутренние дела суверенного государства. Император делает выбор в пользу родственника. Бриллинг увольняет Фандорина из сыскной полиции и назначает тайным агентом по делу «Азазель». Эраст притворяется студентом педагогического университета и в сопровождении Лизы посещает учебное заведение для одарённых подростков, принадлежащее леди Эстер — женщине, указанной в завещании Кокорина в качестве единственной наследницы. Затем Фандорин находит в подпольном казино гусара Ипполита Зурова, намереваясь через него выйти на главных подозреваемых, Амалию Бежецкую и Виктора Ульянова. Во время игры в покер выясняется, что Эрасту необыкновенно везёт в азартных играх, и он выигрывает огромную сумму. Не в силах смириться с поражением, Зуров провоцирует Фандорина на дуэль в вариации русской рулетки. Тронутый его смелостью, Зуров мирится с Фандориным. Представившись художником, Эраст присоединяется к арт-коммуне Ульянова, которая саботирует открытие фонтанов в Петергофе — вместо воды из фонтанов начинает бить окрашенная в кроваво-красный цвет вода, что вызывает панику у присутствующих. В это время электронный предсказатель преступлений Мебиус прогнозирует убийство Фандорина неизвестными в Москве. |          |             |                            |                 |
| 3 | «Линзы»  | Нурбек Эген | Сергей Попов, Никита Попов | 2 февраля 2023  |
| Орлов благодарит Николая III за вывод войск с Ближнего Востока, но император приходит к выводу, что общественность считает его убийцей и агрессором. Он продолжает страдать по покинувшей его Амалии и, несмотря на примирение с супругой, покидает её. Императрица, разбитая горем, соблазняет придворного Никиту. Фандорин прибывает в Москву, чтобы выследить Виктора Ульянова. Фандорин проникает в квартиру Бежецкой, где находит футляр с контактными линзами, выполняющими функцию компьютера. Столкнувшись с Амалией, он, как ему кажется, убивает её и сбегает. В гостинице Эраст изучает хранившиеся в линзе файлы по делу «Азазель» и пересылает их на личный почтовый адрес в Управлении, когда в комнату врываются живая Амалия и «Белоглазый». Амалия не позволяет застрелить Эраста и приказывает утопить его в Москве-реке, но потом незаметно для других просит его о помощи и передаёт лезвие, чтобы он смог освободиться в воде. Фандорина вылавливает один из бывших подчинённых Бриллинга, который получил «предсказание» искать утопленника. Эраст пересылает Лизе скриншоты документов с линз, которые та отдаёт на расшифровку одному из одарённых воспитанников леди Эстер по имени Коля. Тем временем Глеб делает Лизе предложение, но та отвечает, что не готова к замужеству. Передвигаясь по ночной Москве, Эраст вспоминает последние моменты жизни, проведённые с отцом, покончившим когда-то с собой. |          |             |                            |                 |
| 4 | «Память» | Нурбек Эген | Сергей Попов, Никита Попов | 9 февраля 2023  |
| Фандорина выпускают из московской тюрьмы, куда он угодил за бродяжничество, и он срочно вылетает в Петроград. Расшифрованный Лизой текст оказывается списком «Азазели». Бриллинг рассказывает Фандорину о готовящейся операции по поимке членов группировки. Тот подозревает, что в список внесены не жертвы «Азазели», а её участники, в том числе Грушин (он упомянут без фамилии, как начальник сыскного управления). Герои едут арестовывать Грушина, но на месте Бриллинг расправляется с ним и его женой, а потом собирается убить и Эраста. Тот выбрасывает убийцу из окна, Бриллинг насаживается на забор. Оказывается, что начальником сыскного управления Петрограда был сам Бриллинг. Николай III с Амалией сбегают от охраны и гуляют по городу, привлекая всеобщее внимание. Их прогулка длится недолго, но крайне негативно влияет на репутацию монарха. Орлов убеждает Николая, что из-за его любви может начаться революция, и просит бросить Амалию. Фандорина заманивают в приют графини Эстер сообщением с телефона Лизы и берут в заложники. Помощник графини обманом заставляет воспитанницу Олю использовать её устройство для полного стирания памяти Эрасту. Позже выясняется, что девочка специально неправильно использовала устройство, Фандорину удаётся вырваться. Графиня приглашает его и Лизу к себе в кабинет, выставляет на стол бомбу и говорит, что они все умрут. Эраст в отчаянии рассказывает, что любит Лизу, и просит отпустить их. Графиня соглашается. Когда Фандорин и Лиза выбегают из приюта, в кабинете происходит мощный взрыв. |          |             |                            |                 |
| 5 | «Бритва» | Нурбек Эген | Сергей Попов, Никита Попов | 16 февраля 2023 |
| Фандорин разбит после похорон Грушина. Бывших воспитанников приюта графини Эстер распределяют по государственным детским домам. Лиза хочет, чтобы Эраст объяснил ей сказанное накануне в приюте, но он отмалчивается, а потом корит себя за это. Лиза рассказывает, что уезжает в Корею с Глебом на несколько месяцев. Сыщики выслеживают потенциального участника группировки «Азазель» - священника Ивана Воробьёва, прежде попадавшего в поле зрения сыска из-за предсказания Мёбиуса. Бережанов, возглавивший сыск после гибели Бриллинга, несмотря на протест Фандорина, приказывает задержать Воробьёва, что приводит к ожесточённой перестрелке. Эраст пытается связаться с Лизой, но Глеб удаляет всю переписку своей невесты с Эрастом и блокирует его номер. Допрос Воробьёва ничего не даёт, Бережанов признаёт, что нужно было послушать Эраста. Священник совершает самоубийство, произнеся на камеру адресованную Фандорину фразу «Ты потеряешь всё. Азазель». Анна говорит Николаю, что беременна, но тот уверен, что ребёнок не от него. Следователи решают закрыть дело «Азазель». Фандорина за заслуги производят в чин титулярного советника. Выслушав поздравления Орлова, Эраст в спешке покидает церемонию и спешит во дворец фон Эверт-Кокольцевых, где узнаёт, что Лиза всего через 43 минут вылетает в Корею. Он успевает в аэропорт, признаётся Лизе в любви и просит её стать его женой. Та обещает, что не оставит его, и герои проводят ночь вместе. Николай смотрит обращение по телевизору своего дяди, главнокомандующего вооружёнными силами, выходит к демонстрантам и говорит с ними по душам. Эраст знакомится с родителями Лизы: мать относится к нему с холодным пренебрежением, а отец — с симпатией. Во время этой встречи Фандорина находит Зуров, искавший его по просьбе Амалии. Герои опаздывают: Амалия совершает самоубийство под присмотром «белоглазого». Она оставляет предсмертную записку, идентичную по содержанию предсмертной записке отца Эраста. |          |             |                            |                 |
| 6 | «Выбор»  | Нурбек Эген | Сергей Попов, Никита Попов | 23 февраля 2023 |
| Ульянов, объявивший голодовку и зашивший себе рот, громит карету скорой помощи и сбегает. Фандорин подавлен после смерти Амалии, он не понимает, почему все, кто ему дорог, уходят из жизни. Зуров увозит его в ночной клуб, Эраст напивается до беспамятства и просит Ипполита быть шафером на свадьбе. Из утренних новостей Фандорин узнает о взрыве двух нефтепроводов, принадлежащих когда-то Кокорину и Ахтырцеву, а теперь государству. Понимая, что это провокация, он пытается связаться с генералом Бережановым, но тот принимает участие в экстренном заседании Государственного совета. Николай получает предсмертную записку Амалии во время заседания и отправляется в морг. Фандорин добирается до Зимнего дворца и встречается с Бережановым и Орловым, но тут же понимает, что готовится похищение императора, и герои несутся в морг, где встречают Николая. Далее из серии флешбэков становится ясно, что в морге действительно произошло ЧП: ульяновцы взяли Николая и Анну в заложники и прикрепили к руке Анны браслет со взрывчаткой, требуя от императора отречения. Николай выходит на балкон Зимнего Дворца и объявляет, что отрекается от престола. Спустя два месяца происходит свадьба Эраста и Лизы. Орлов дарит молодожёнам огромный торт. Фандорин, всё это время искавший разгадку недавних событий, понимает, что Орлов — глава «Азазели». Он заявляет об этом открыто, Орлов в ответ спрашивает, предупреждали ли Эраста, что он потеряет всё, и, сказав «Азазель», уезжает. Фандорин понимает, что в торт заложена взрывчатка, но не успевает никого предупредить: раздаётся мощный взрыв. В беспамятстве Фандорин добирается до Дворцовой площади. На его глазах Орлов произносит перед толпой популистскую речь, провозглашает себя исполняющим обязанности президента и верховного главнокомандующего и объявляет о начале войны на Ближнем Востоке. Эраст, у которого уже поседели виски, облокачивается на стену здания и рыдает.                                |          |             |                            |                 |

## Производство

### Замысел и концепция
В 2002 году, после выхода первой экранизации романа Бориса Акунина «Азазель», писатель начал переговоры с американским режиссёром Полом Верховеном о создании новой киноадаптации приключений Фандорина. При этом он настаивал на сохранении за собой электронных и телевизионных прав на книги, что не приветствовалось в Голливуде. Верховен, будучи большим поклонником литературного цикла Акунина, купил права на экранизацию на несколько лет и планировал уложиться в этот срок. При этом компания Верховена U Squared Productions отказалась от прав на все книги за исключением «Азазели». Многие европейские инвесторы вложились в производство проекта, узнав, что к нему присоединилась Милла Йовович (она должна была сыграть роковую женщину Амалию Бежецкую). Однако из-за беременности актрисы Верховен не смог начать съёмки.
В 2010 году появился ещё один план экранизировать «Азазель»: картина должна была получить английское название The Winter Queen, режиссёром должен был стать Фёдор Бондарчук, Верховен должен был выступить в роли продюсера. Роль Фандорина была отведена Антону Ельчину, роль Бежецкой — снова Йовович. Остальных персонажей, кроме леди Эстер, должны были сыграть российские актёры. Съёмки планировалось провести в феврале — мае 2010 года, позже их перенесли на лето того же года. Из-за сокращения бюджета в два раза Верховен решил, что ему не удастся поставить фильм на должном уровне, после чего права на экранизацию вернулись к Акунину. В 2015 году писатель продал права на адаптацию «Приключений Эраста Фандорина» британскому телеканалу (осталось неизвестно, какому именно). По его словам, такое решение было принято из-за потери интереса к его творчеству со стороны российского телевидения. Этот проект тоже не был осуществлён, права снова вернулись автору.
24 сентября 2020 года стало известно, что сериал по «Азазели» выйдет в российском онлайн-кинотеатре «Кинопоиск». По замыслу авторов сериала, Фандорин будет вести свои расследования в альтернативном варианте России настоящего, в которой не было революций и до сих пор правит династия Романовых. Продюсер Ольга Филипук заявила, что выбор «Плюс Студии» пал на Фандорина из-за популярности персонажа, назвав его «ярким брендом российской литературы». Создатели перебрали около шести или семи концепций, остановив свой выбор на перемещении главного героя в XXI век. Шоураннер проекта Александра Ремизова, по её словам, не хотела создавать очередную экранизацию «Приключений Эраста Фандорина», где действие происходило бы в прошлом, поэтому она решила создать «гибрид фандоринского мира и настоящего времени». Эту концепцию одобрил Акунин, который счёл, что Москва в сериале «почти такая же», как в реальной России XXI века.

### Сценарий
Сценарий к сериалу написали братья Сергей и Никита Поповы. Поскольку это был их первый серьёзный проект, им помогал Дмитрий Иванов, известный по работе над сериалом «Метод». Сценаристы, по их словам, с большим уважением отнеслись к исходному материалу. При описании альтернативной Российской империи в «Азазели» они пытались представить, как могла сложиться судьба страны, пережившей «революцию и гражданскую войну, массовую эмиграцию, 1937 год, железный занавес и тотальную советскую борьбу со всем наследием царских времён». Важной для авторов стала проблема социального неравенства, которую они попытались показать на примере Фандорина — начинающего сыскного агента, живущего в тесном капсульном помещении, тогда как представители современной аристократии, получили в наследство роскошную недвижимость. Создатели сериала просмотрели не меньше 12 проектов сценария, прежде чем остановиться на итоговом варианте.
Специально для «Фандорина» были придуманы два новых персонажа, которых нет в романе Акунина, — император Николай III и премьер-министр Дмитрий Орлов. Последний, по изначальной задумке, был женщиной, но создатели сериала отказались от этой идеи, чтобы не усложнять сюжет. Создавая оригинальных героев, шоураннеры хотели освежить историю новыми сюжетными поворотами и разбавить детективную составляющую.

### Подбор актёров
Создатели сериала не хотели разглашать личность актёра, играющего Эраста Фандорина, до завершения съёмок. О закреплении главной роли за Владиславом Тироном стало известно благодаря трейлеру, продемонстрированному во время презентации проектов «Плюс Студии» 12 октября 2022 года. До утверждения Тирона авторы сериала прослушали множество молодых артистов из Петербурга, Москвы, Ярославля и Новосибирска, но ни один из них, включая Тирона, не соответствовал изначальным представлениям режиссёра Нурбека Уулу Эгена. В конечном итоге последний выбрал Тирона за его «юмор, лёгкость, азарт, иронию, невероятную эрудицию» и любовь к исходному материалу. По совету режиссёра, для понимания своего персонажа актёр должен был посмотреть фильмы «Таксист» (1976) и «Брат» (1997), герои которых тоже несли груз трагического прошлого. «Фандорин трогает своей смелостью, которая одновременно продвигает в расследовании и помогает обрести любовь, — рассказывал позже Тирон. — Он думает не так, как остальные, и это мешает находить общий язык с людьми. Отсюда его замкнутость, закрытость, отсутствие веры в себя, с которой ему предстоит бороться в сериале». В юности Тирон прочёл романы «Азазель», «Турецкий гамбит», «Левиафан» и «Статский советник», рассматривая главного персонажа как русского супергероя. Лучшим из предыдущих киновоплощений Фандорина он назвал героя Олега Меньшикова. По словам Тирона, в прошлом его персонаж столкнулся с «трагическими событиями», отсутствующими в оригинальном произведении. Актёр признался, что ему тяжело давались эмоциональные сцены, из-за чего приходилось «проходить сценарий ногами». На съёмках он носил голубые линзы, чтобы больше походить на книжного Фандорина.
Роль императора Николая III получил Максим Матвеев, охарактеризовавший своего персонажа как «собирательный образ, который вобрал в себя отличительные черты многих российских и зарубежных исторических личностей». По словам актёра, «Николай — мечтательный, рефлексирующий, очень добрый человек, оказавшийся в чуждых для него обстоятельствах». При создании образа императора авторы сериала изучали кинохронику королевских домов Британии, Дании и Швеции, и в особенности документальные кадры с Николаем II. Матвеев носил в образе бороду, накладные залысины и накладной живот.
Исполнительница роли Елизаветы фон Эверт-Колокольцевой Мила Ершова считала, что не похожа на свою героиню, «экстравертку из дворянской семьи, которая соблюдает старые традиции», но видела в ней те же стремление испытать себя и любознательность. По словам Ершовой, Лиза не может найти место в жизни, из-за чего и влюбляется в Эраста — представителя другого сословия и более близкого для неё мира. В отличие от романа, в сериале Лиза становится участником расследования. По наставлению Эгена Ершова не пересматривала предыдущие экранизации «Приключений Фандорина», чтобы избежать повторов.
Сергей Горошко, получивший роль статского советника Ивана Бриллинга, назвал своего героя «гениальным человеком». Из-за специфической манеры речи персонажа актёру приходилось быстро и безостановочно разговаривать в некоторых сценах в течение пяти минут. Если для подготовки к роли Сергея Разумовского в фильме «Майор Гром: Чумной Доктор» (2021) Горошко пришлось сильно похудеть, то после утверждения на роль Бриллинга он был вынужден набрать в весе. По признанию актёра, он не ознакомился с предыдущий адаптацией «Азазели», отчего не вдохновлялся игрой предыдущего исполнителя роли статского советника — Сергея Безрукова.
Милена Радулович сыграла роковую женщину Амалию Бежецкую. По мнению актрисы, её героине удаётся эффектно манипулировать мужчинами, но любовь к Николаю III сглаживает природные холодность и расчётливость. Евгений Стычкин сыграл премьер-министра Дмитрия Орлова, оригинального персонажа, созданного специально для сериала и не основанного на какой-либо исторической или вымышленной личности. Своего персонажа Стычкин описал как «человека системы», «собранного и целеустремлённого, созданного, чтобы руководить». Артём Быстров получил роль офицера Ипполита Зурова, к исполнению которой готовился, читая исторические книги о гусарах и бретёрах. В персонаже его привлекли с трудом сочетаемые благородство и склонность к азартным играм.
Екатерина Варнава сыграла эпизодическую роль эксцентричной аристократки Стриевской, которую Фандорин допрашивает по делу об убийстве Кокорина. Видеоблогер Ида Галич появилась в сериале в роли тележурналистки, освещающей события в Петрограде. Крупье казино, в котором Фандорин играет в покер с Зуровым, сыграл постоянный эксперт шоу «Битва экстрасенсов» Илья Ларионов.

### Съёмки
Основные съёмки проходили в Санкт-Петербурге, Ленинградской области и Выборге и завершились в августе 2022 года. На экране появляются Петергоф, Юсуповский и Мраморный дворцы, центр «Севкабель Порт», ряд современных петербургских локаций. Свадьба Фандорина и Лизы проходила во дворце Бобринских. Поскольку эпизод снимался за день до наступления Дня Военно-Морского Флота, над площадкой пролетали вертолёты, и съёмочной группе приходилось прерываться. Из-за того, что многие места для съёмок (в частности, интерьеры отделений полиции и детский дом) использовались в фильме «Майор Гром: Чумной Доктор», у некоторых зрителей появились предположения о наличии связи между двумя проектами.
Оператор Николай Богачёв стремился показать разницу между «консервативным дворцовым миром и миром более живым и меняющимся» через статичные сцены в старинных дворцовых интерьерах на контрасте с более динамичными сценами от лица Фандорина.

Места, где проходили съёмки сериала
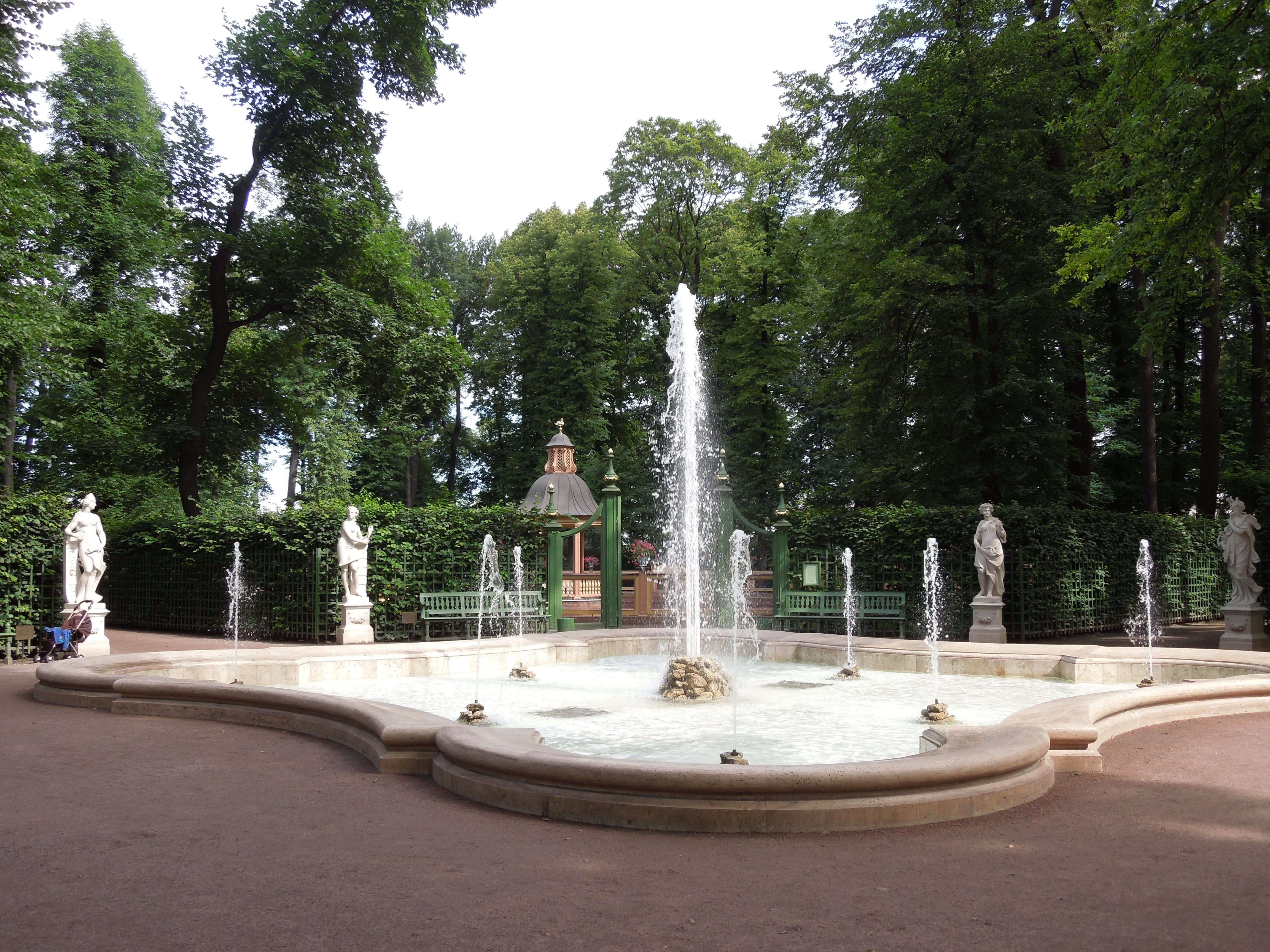
Гербовый фонтан в Летнем саду, где Пётр Кокорин совершил самоубийство
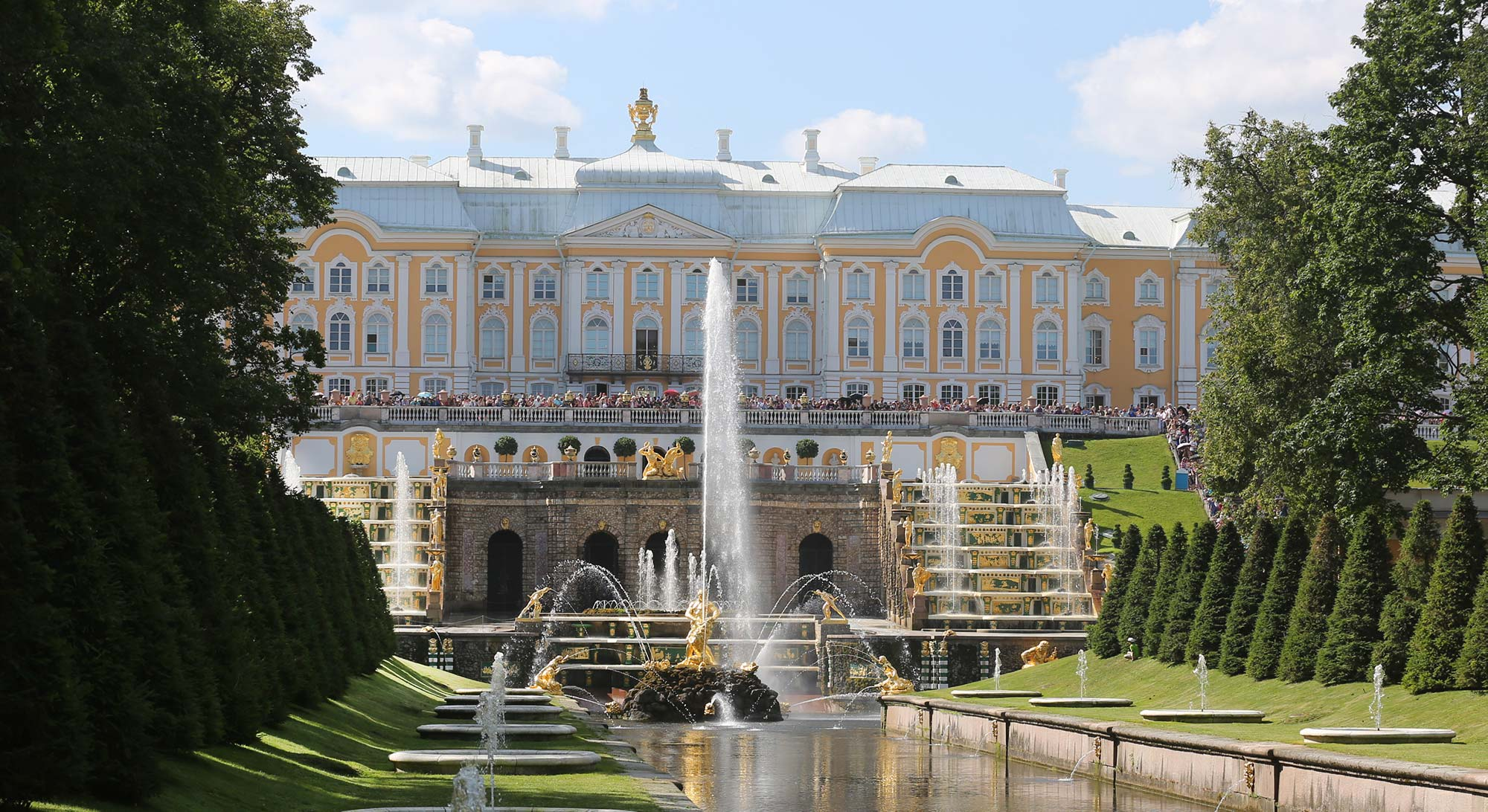
В одной из сцен сериала происходит открытие фонтанов в Петергофе
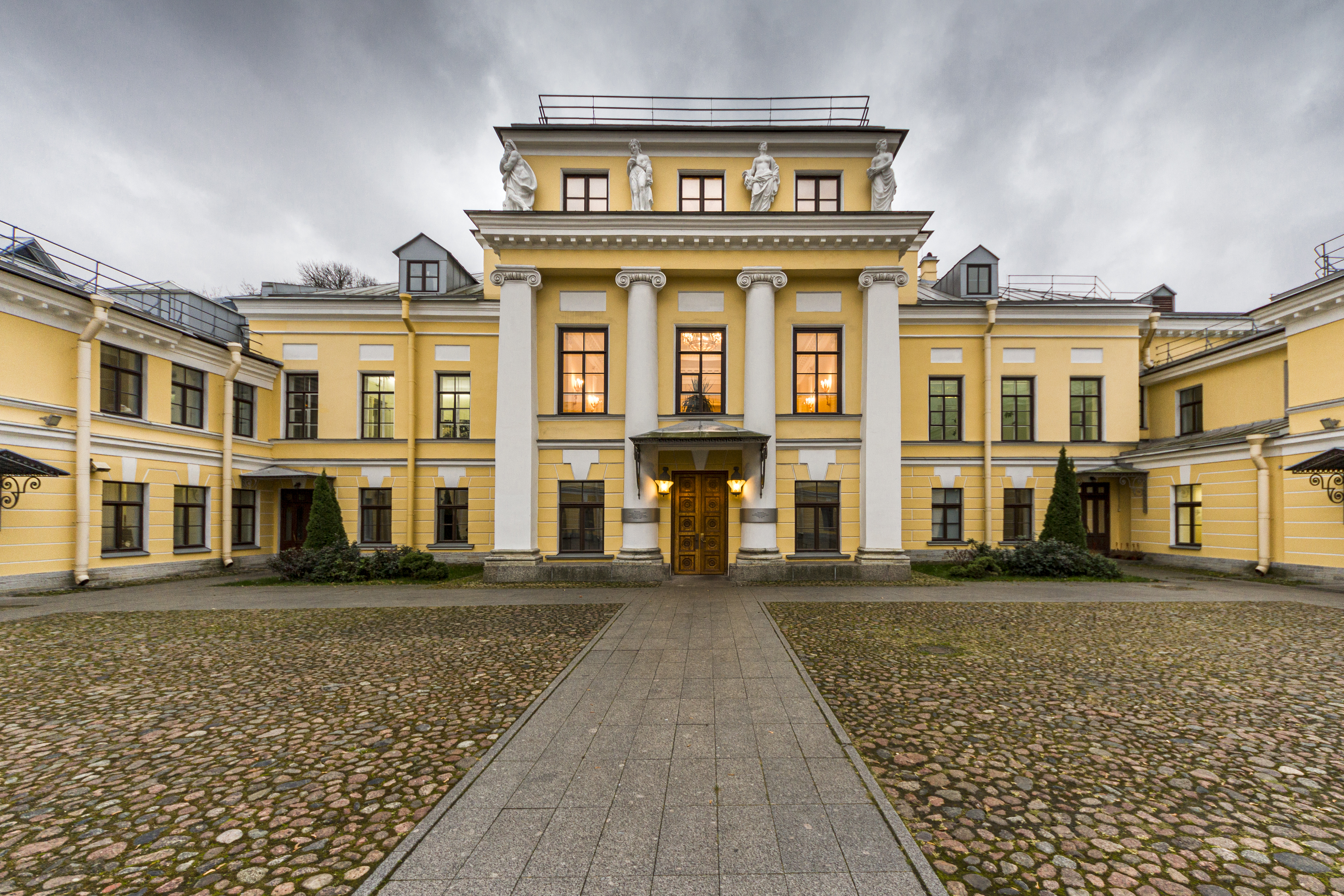
Дворец Бобринских, где женились Фандорин и Лиза

Музыка
Музыку к сериалу написал композитор Райан Оттер. Певицы Юлия Паршута и Дарья Чаруша записали совместный сингл «Благовест».

## Релиз
16 августа 2022 года «Плюс Студия» опубликовала первые кадры со съёмок «Азазели». 12 октября на презентации «Плюс Студии» был показан тизер-трейлер сериала, благодаря которому стало известно, что Фандорина сыграет Владислав Тирон. В тот же день «Кинопоиск» опубликовал постер с изображением револьвера (оружия, с помощью которого герои произведения играли в русскую рулетку) и трейлер. 11 января 2023 года появился персонажный трейлер, посвящённый Фандорину, в котором впервые можно было увидеть Петроград 2023 года. 16 января «Кинопоиск» опубликовал в своём твиттер-аккаунте серию постеров с изображением героев сериала — Эраста Фандорина, Елизаветы фон Эверт-Колокольцевой, Ивана Бриллинга, Николая III, Амалии Бежецкой, Виктора Ульянова, Ксаверия Грушина и Дмитрия Орлова.
Премьерный показ первой серии состоялся 17 января 2023 года в Москве, в кинотеатре «Художественный».
Цифровой релиз начался в онлайн-кинотеатре «Кинопоиск» 19 января 2023 года (изначально он был запланирован на 4 января).

## Оценки
| Русскоязычные издания | Русскоязычные издания |
| Издание               | Оценка                |
| --------------------- | --------------------- |
| «7 Дней»              | 3/5                   |
| «Film.ru»             | 6/10                  |
| «InterMedia»          | 7/10                  |

В российской прессе больше всего обсуждали место действия «Фандорина». По мнению обозревателя «Lenta.ru», именно сеттинг должен был привлечь внимание зрителей, а решение шоураннеров о перемещении событий в современность издание назвало «мощным шагом». Дмитрий Сосновский («Российская газета») высоко оценил представленную в сериале альтернативную Российскую империю, отметив «соседство технологического прогресса с традиционной имперской общественной иерархией», но раскритиковал несовершенную компьютерную графику общих планов Петрограда. Сусанна Альперина сравнила Петроград с Санкт-Петербургом, показанным в картине «Майор Гром: Чумной Доктор» (2021), обратив внимание на схожесть обоих проектов по части переноса основного действия в «параллельное измерение». Она провела параллели с сериалом «Шерлок» (2010), поскольку и Фандорин и Шерлок Холмс, персонажи из других эпох, обращаются к цифровой реальности, пользуясь современными гаджетами, социальными сетями и другими интернет-ресурсами. Мара Руднева («Мир фантастики») не увидела обыгрывания каноничных моментов романа в новых условиях, как это было в «Шерлоке»; с ней согласился Сергей Ефимов из «Комсомольской правды». Максим Ершов c интернет-портала «Film.ru» провёл параллель с другой адаптацией романов об английском сыщике — «Шерлок в России» (2020), положительно оценив работу Эгена, режиссёра-постановщика обоих проектов.
Газета «Коммерсантъ» опубликовала два обзора с разными точками зрения касательно переноса места действия из Москвы в Петроград. Василий Степанов назвал службу Фандорина в провинциальной Москве XIX века важной деталью формирования его образа, а переселение персонажа в Петроград расценил как проявление стереотипного мышления создателей сериала о провинциальности Санкт-Петербурга. Юлия Шагельман, напротив, положительно оценила свежий взгляд на альтернативный Петроград, назвав этот город «сплавом настоящего и конфетно-бараночного прошлого». При этом рецензентка подчеркнула, что в современном обществе по-прежнему не приветствуется гендерная флюидность, а государство остаётся капиталистическим. С мнением Шагельман о нетерпимости в новом Петрограде согласился обозреватель «Forbes», разглядевший в словах и поступках героев проявления шовинизма, сексизма и объективации.
Критики высоко оценили актёрскую игру. Так, «Канобу» счёл интересной новую версию Фандорина, отнёс Ершову, Матвеева, Радулович и в особенности Быстрова к удачным кастинговым решениям. Павел Воронков («Газета.ру») заявил, что был не в силах сопротивляться обаянию Фандорина в исполнении Тирона и выделил его экранный образ как героя нашего времени. «РБК» тоже похвалил нового Фандорина, назвав его убедительным жителем монархической России, которому присущи чудаковатость, увлечённость, отважность и благородство. Положительных оценок удостоились Семчев, Быстров и Матвеев. Анна Нехаева из «РИА новости» сочла неубедительной химию между Ершовой и Тироном, посетовала на преувеличенные застенчивость и неловкость Фандорина, создающие ощущение комичности происходящего. Среди других актёров она выделила исполнителя роли Виктора Ульянова Семёна Серзина, отыгрывающего немногословного и загадочного автора перфомансов и инсталяций. Рецензент Lifehacker.com остался недоволен игрой актёров, назвав ей «гиперэмоциональной».
Критики и зрители негативно высказались о появлении некоторых «звёзд». Рецензентка «News.ru» Иветта Невинная сочла неуместным участие в проекте Екатерины Варнавы («Comedy Woman») и блоггера Иды Галич. Елена Садкова («Аргументы и факты») согласилась с Невинной, назвав к тому же появление в кадре обнажённой Варнавы «хулиганством».
Из-за оппозиционности Акунина по отношении к действующим властям России «Аргументы и факты» сочли выход сериала по мотивам его произведений неуместным. К моменту релиза книги Акунина уже были изъяты из продажи во всех магазинах страны.
Издания «Газета.ru», «РБК Life» и «Вокруг ТВ», а также интернет-блог Lifehacker.com включили «Азазель» в «список главных новинок 2023 года».